# جون مكاي (كاتب)
جون مكاي (بالإنجليزية: John McKay)‏ هو كاتب سيناريو ومخرج بريطاني، ولد في 1965.

## أهم أعماله
- Life on Mars
- Hustle
- Robin Hood.[1][2][3]

## وصلات خارجية
- جون مكاي على موقع IMDb (الإنجليزية)
- جون مكاي على موقع أول موفي (الإنجليزية)
- جون مكاي على موقع قاعدة بيانات الأفلام السويدية (السويدية)
- جون مكاي على موقع قاعدة بيانات الفيلم (الإنجليزية)
- جون مكاي على موقع كينوبويسك (الروسية)